# GBU-27
GBU-27 – zaliczana do broni precyzyjnego rażenia amerykańska lotnicza bomba kierowana, naprowadzana na cel podświetlony laserem. Posiada mniejszą niż inne bomby Paveway rozpiętość stateczników, dzięki czemu może być przenoszona w komorze bombowej samolotu F-117 Nighthawk. GBU-27 to bomba przeciwbetonowa BLU-109/B o wagomiarze 2000 funtów wyposażona w głowicę naprowadzającą WGU-25/B, WGU-25A/B, lub WGU-39/B oraz usterzenie BSU-88/B. GBU-27 były po raz pierwszy użyte w czasie operacji Pustynna Burza.